# Бокова, Ирина
Ирина Георгиева Бокова (12 июля 1952, София, Болгария) — болгарский политический и общественный деятель, дипломат. Генеральный директор ЮНЕСКО с 2009 года до 2017 года.

## Биография
Родилась в известной болгарской семье. Её отец, Георгий Боков, был одним из руководителей Болгарской коммунистической партии, участником антифашистского сопротивления, являлся главным редактором официального печатного органа болгарской коммунистической партии газеты «Работническо дело» и секретарем ЦК БКП. Брат Филипп Боков занимал различные государственные и дипломатические посты.

### Карьера в Народной Республике Болгарии
Окончила МГИМО по специальности «международные отношения» в 1976 году.
С 1977 года — на работе в министерстве иностранных дел НРБ, где занимала различные посты в центральном аппарате, и отвечала за вопросы сотрудничества с ООН.
В 1982—1984 годах работала в постоянном представительстве НРБ при ООН.
В 1990 году была избрана депутатом Великого народного собрания.

### Карьера в Республике Болгарии
В 1991—1992 годах незначительное время продолжала работать в министерстве иностранных дел Болгарии, однако вскоре была вынуждена покинуть органы государственной власти, поскольку тогдашний кабинет Болгарии был сформирован представителями Союза демократических сил, и представители коммунистической номенклатуры не могли найти в нём места.
В 1992—1994 годах проходила обучение по программе НАТО для Центральной и Восточной Европы, специализировавшись по вопросам защиты меньшинств.
В 1995 году занимала должность заместителя министра иностранных дел Болгарии и правительственного секретаря по вопросам европейской интеграции в социалистическом правительстве Жана Виденова.
В 1996 году баллотировалась на президентских выборах в качестве кандидата на пост вице-президента в паре с социалистическим кандидатом Иваном Маразовым. Однако Маразов и Бокова уступили победу на втором туре кандидатам от «Союза демократических сил Болгарии» Петру Стоянову и Тодору Кавалджиеву.
После того, как некоторое время она занимала должность первого заместителя министра иностранных дел в 1996 году, ей был предложен портфель главы внешнеполитического ведомства Болгарии. Пост временно исполняющего должности министра иностранных дел Болгарии занимала очень недолгое время с ноября 1996 до февраля 1997. Это было сложное время для правившей тогда социалистической партии — политика правительства довела страну до финансового коллапса, начались массовые волнения, что вынудило кабинет во главе с Жаном Виденовым досрочно подать в отставку в начале 1997 года.
После отставки Ирина Бокова активно продолжила заниматься общественной деятельностью, возглавив созданный ею Европейский политический форум, призванный способствовать европейской интеграции Болгарии и популяризации европейских ценностей в Болгарии.
В 2001 году Ирина Бокова была избрана депутатом в Народное собрание Болгарии. В течение срока своего мандата в 2001—2005 являлась секретарём парламентской фракции «Коалиция за Болгарию», возглавляемой социалистами.

### Карьера в ЮНЕСКО
В 2005 году после возвращения социалистов во власть была назначена Чрезвычайным и Полномочным Послом Болгарии во Франции и Постоянным представителем этой страны при ЮНЕСКО.
22 сентября 2009 года после четырёх туров голосования, которые не выявили победителя среди кандидатов, И. Бокова была рекомендована Исполнительным советом ЮНЕСКО на пост Генерального директора. Кандидатура Боковой была утверждена Генеральной конференцией ЮНЕСКО 15 октября 2009 года.
Совместно с Херби Хэнкоком выступила инициатором провозглашения Международного дня джаза, отмечаемого 30 апреля, начиная с 2012 года.
12 ноября 2013 года была переизбрана главой ЮНЕСКО на второй срок.
На посту главы ЮНЕСКО участвовала в так называемой «икорной дипломатии», деятельности по лоббированию позитивного имиджа Азербайджана. В 2013 году Бокова проводила фотовыставку «Азербайджан — пространство толерантности», а спустя три дня после окончания мероприятия на счёт её супруга Калина Митрева поступило 20 тысяч евро «за управленческие услуги». Всего в течение двух лет Митрев получил 425 тысяч евро от азербайджанской компании Avuar Co.
11 февраля 2016 года Постоянное представительство Болгарии при ООН официально уведомило Председателя Генеральной Ассамблеи и Председателя Совета Безопасности о выдвижении кандидатуры Ирины Боковой на пост Генерального секретаря ООН.
В 2017 году покинула пост генерального директора ЮНЕСКО.

### Дальнейшая карьера
В феврале 2018 года в качестве независимого директора вошла в состав совета директоров российской компании «Фосагро». В мае 2019 года возглавила комитет «ФосАгро» по устойчивому развитию. После российского вторжения на Украину, Бокова в марте 2022 года покинула «Фосагро».
В июле 2022 года Международный совет по науке включил Бокову в число своих покровителей.

## Личная жизнь
Супруг — Калин Митрев — представитель Болгарии в Европейском банке реконструкции и развития.
Помимо родного болгарского, Ирина Бокова свободно владеет английским, испанским, русским и французским языками.

## Награды
| Страна                      | Дата            | Награда                                                                              | Награда                                                                              |
| --------------------------- | --------------- | ------------------------------------------------------------------------------------ | ------------------------------------------------------------------------------------ |
| Мали                        | 2011            | Командор Национального ордена Мали                                                   | Командор Национального ордена Мали                                                   |
| Бенин                       | 2012            | Командор ордена Заслуг                                                               | Командор ордена Заслуг                                                               |
| Чад                         | 2012            | Гранд-офицер Национального ордена Чада                                               | Гранд-офицер Национального ордена Чада                                               |
| Сальвадор                   | 2013            | Гранд-офицер ордена Хосе Матиаса Дельгадо                                            | Гранд-офицер ордена Хосе Матиаса Дельгадо                                            |
| Монако                      | 29 марта 2013   | Офицер ордена Культурных заслуг                                                      | Офицер ордена Культурных заслуг                                                      |
| Россия/ Башкортостан        | октябрь 2013    | Дама ордена Дружбы народов                                                           | Дама ордена Дружбы народов                                                           |
| Коста-Рика                  | ноябрь 2013     | Дама Большого креста с серебряной звездой Национального ордена Хуана Мора Фернандеса | Дама Большого креста с серебряной звездой Национального ордена Хуана Мора Фернандеса |
| Болгария                    | 12 ноября 2013  | Дама ордена «Стара планина» с лентой                                                 | Дама ордена «Стара планина» с лентой                                                 |
| Россия/Совет муфтиев России | 2014            | Орден «Аль-Фахр»                                                                     | Орден «Аль-Фахр»                                                                     |
| Республика Корея            | февраль 2014    | Дама ордена «За дипломатические заслуги» 1 класса                                    | Дама ордена «За дипломатические заслуги» 1 класса                                    |
| Пакистан                    | февраль 2014    | Дама ордена Пакистана 2 класса                                                       | Дама ордена Пакистана 2 класса                                                       |
| Казахстан                   | 3 апреля 2014   | Дама ордена Достык 2 степени                                                         | Дама ордена Достык 2 степени                                                         |
| Туркменистан                | 15 мая 2014     | Медаль «Махтумкули Фраги»                                                            | Медаль «Махтумкули Фраги»                                                            |
| Марокко                     | июль 2014       | Командор ордена Алауитского трона                                                    | Командор ордена Алауитского трона                                                    |
| Кыргызстан                  | 21 августа 2014 | Медаль «Данк»                                                                        | Медаль «Данк»                                                                        |
| Камерун                     | сентябрь 2014   | Гранд-офицер ордена Доблести                                                         | Гранд-офицер ордена Доблести                                                         |
| Франция                     | апрель 2015     | Командор ордена Почётного легиона                                                    | Командор ордена Почётного легиона                                                    |
| Монголия                    | ноябрь 2015     | Дама ордена Полярной звезды                                                          | Дама ордена Полярной звезды                                                          |
| Канада/ Квебек              | 2017            | Почётный офицер Национального ордена Квебека                                         | Почётный офицер Национального ордена Квебека                                         |
| Испания                     | 3 ноября 2017   | Дама Большого креста ордена Альфонсо X Мудрого                                       | Дама Большого креста ордена Альфонсо X Мудрого                                       |

- Почётный член Европейской академии (2010)[21].
- Почётный доктор МГИМО (2010).
- Почётный профессор МГУ (2011)[22].